# ميغيل منديز (كاتب)
ميغيل منديز (بالإسبانية: Miguel Méndez)‏ (15 يونيو 1930، بيسبي في الولايات المتحدة - 31 مايو 2013، توسان في الولايات المتحدة)؛ روائي مكسيكي.